# Монте Калкаро (Рим)
Монте Калкаро је насеље у Италији у округу Рим, региону Лацио.
Према процени из 2011. у насељу је живело 134 становника. Насеље се налази на надморској висини од 223 м.